# Consejo de Estado de la Federación de Rusia
El Consejo de Estado (en ruso: Государственный Совет), formalmente Consejo de Estado de la Federación de Rusia (en ruso: Государственный Совет Российской Федерации), es un órgano consultivo del presidente de la Federación de Rusia, que aconseja sobre asuntos de gran importancia para el Estado.
El consejo fue creado por decreto presidencial del presidente de Rusia, Vladímir Putin, el 1 de septiembre de 2000, durante su primer mandato presidencial. Se estableció el 1 de octubre de 2001.

## Historia
Aunque a veces se consideran como precursores del Consejo de la Federación (Senado ruso), tanto el antiguo Consejo de Estado del Imperio ruso (desaparecido en 1917) como su sucesor, el efímero Consejo Consultivo Político bajo la presidencia de la URSS (establecido y desaparecido en 1991), serían los dos órganos consultivos equiparables en funciones al actual Consejo de Estado del presidente de la Federación de Rusia.
En septiembre de 2000, el entonces nuevo presidente ruso Vladímir Putin, que había estado de interino desde la renuncia el 31 de diciembre de 1999 de Borís Yeltsin hasta las presidenciales del 26 de marzo de 2000, firmó el decreto presidencia que crearía el Consejo de Estado acogiéndose a lo estipulado en los artículos 80 y 85 de la Constitución y en la ley federal creada ex professo el 8 de diciembre de 2020, «Sobre el Consejo de Estado de la Federación de Rusia» (en ruso: О Государственном Совете Российской Федерации).
Se ha apuntado que la finalidad del Consejo fue centralizar el poder que pudiesen ir adquiriendo los sujetos federales, puesto que los «miembros de oficio» del Consejo de la Federación, capaces de bloquear el restablecimiento de poderes centrales sobre los sujetos, fueron reubicados a ésta cámara, negándoles ese poder en la práctica.
El Consejo está formado tanto por los jefes ejecutivos de los sujetos federales, ya sean gobernadores o presidentes de las repúblicas. Además, el presidente de la Federación de Rusia puede nombrar a cualquier otra persona que considere para pasar a formar parte del Consejo de Estado.
Desde el comienzo de la guerra ruso-ucraniana se ha hecho común las sesiones conjuntas entre el Consejo de Estado y el Consejo de Seguridad de la Federación de Rusia, así como de otros consejos consultivos del presidente de Rusia.
El 8 de diciembre de 2020 Vladímir Putin firmó la ley federal que consagraba al Consejo de Estado tanto en la Constitución rusa como un órgano determinante en la dirección a seguir de la política interior y exterior de Rusia, un acto que anunció a la Asamblea Federal en su discurso ante la misma el 15 de enero de 2020.